# Astragalus gymnalopecias
Astragalus gymnalopecias är en ärtväxtart som beskrevs av Karl Heinz Rechinger. Astragalus gymnalopecias ingår i släktet vedlar, och familjen ärtväxter. Inga underarter finns listade i Catalogue of Life.